# Humanite
Humanite，亦表示為Humanité，位於日本東京都澀谷區的藝人經紀公司，1981年5月創立。

## 經營特色
Humanite經紀公司以培養本格戲劇演員為主、製作電影為輔，旗下所屬藝人皆為演員，並無導演等幕後製作人士，亦無其他運動領域等知名人士之業務提攜等合作。主要業務領域為電影、電視劇及舞台劇等。其中，多位藝人被媒體稱為實力派演員，並曾獲得多座重要電影獎。
另設有「研修生」部門，視情況會將原所屬之儲備演員升格至正式演員。如2021年1月1日升格的青木柚。

## 旗下藝人
- 樋口可南子
- 安藤櫻（2011年自鈍牛俱樂部（日语：鈍牛倶楽部）移籍）
- 門脇麥
- 山田真步（日语：山田真歩）
- 沈恩敬
- 三浦透子
- 古川琴音
- 岸井雪乃
- 岡山天音（日语：岡山天音）
- 井之脇海
- 藤井美菜
- 梁益準
- 伊東蒼（2020年自兒童經紀公司移籍）
- 青木柚（2021年由研修生升格）
- 寬一郎（2022年4月1日自T-artist（日语：ティー・アーティスト）移籍）
- 野内まる（2024年由研修生升格）
- 安光陸太郎（研修生）
- 佐々木ありさ（研修生）
- 姫野花春（研修生）
- 陣野小和（研修生）